# Gheorghe Em. Koslinski
Gheorghe Em. Koslinski (n. 20 mai 1889, Galați – d. 30 aprilie 1950, Aiud) a fost un amiral român, care a îndeplinit funcția de subsecretar de stat la Ministerul Apărării Naționale pentru Marină (1940-1941).

## Biografie
Gheorghe Em. Koslinski s-a născut la data de 20 mai 1889 în orașul Galați, fiind fiul cel mai mare al viitorului contraamiral și comandant al Marinei Române, Emanoil Koslinski (1853-1909). După absolvirea Liceului "Vasile Alecsandri" din Galați s-a înscris la Școala Fiilor de Militari din Iași, iar apoi în anul 1906 a fost trimis la Școala Navală de la Brest (Franța), unde a devenit specialist în submarine.
În anul 1908, după absolvirea Școlii de la Brest, sublocotenentul Koslinski continuă, tot în Franța, cursurile Școlii de aplicație, fiind ambarcat pe nava "Du Guay Trouin". Reîntors definitiv în România în 1910, efectuează o călătorie în câteva porturi italiene (1911), unde studiază noile tipuri de nave torpiloare. Apoi, în anul 1912, având gradul de locotenent, este îmbarcat pe crucișătorul "Elisabeta" cu care va executa o misiune la Constantinopol. În anul următor este numit comandant al vedetei fluviale "Walter Mărăcineanu".
În perioada primului război mondial, căpitanul Gheorghe Koslinski îndeplinește funcțiile de comandant al portului Cernavodă, apoi conduce un detașament de infanterie marină cu care acționează în zona Dunării – între Pietroșani și Giurgiu. Este numit apoi ca ofițer cu tragerile indirecte în Statul major al flotei române de operații de sub comanda comandorului Vasile Scodrea (1917-1918).
Prin ordinul Marinei Regale Române nr. 3829/ iulie 1920, lt. comandorul Gheorghe Koslinski a fost trimis în Franța pentru a se specializa în domeniul armelor submarine și a inițiat o serie de discuții în octombrie 1920 pentru a achiziționa un submarin francez. Discuțiile nu au avut un rezultat concret, Koslinski fiind rechemat în țară de către Ministerul de Război.
Revenit în România, căpitanul comandor Gheorghe Koslinski este numit în funcția de adjutant al regelui Ferdinand I (1922-1926) și apoi președinte al Comisiei de supraveghere a construcției unui submarin de tonaj mijlociu ("Delfinul") și a unei nave bază pentru Marina militară română (1927-1931). Aceste nave au fost construite la șantierul naval din Rijeka (pe țărmul Marii Adriatice, azi în Slovenia, pe atunci numit Fiume și făcând parte din Regatul Italian).
Gheorghe Koslinski a fost avansat la rangul de comandor în anul 1929, încredințându-i-se comanda escadrilei de distrugătoare (1933-1935), cea mai importantă a marinei militare, în care avea să introducă manevra tactică pe bază de cinematică. A fost unul dintre cei mai distinși tacticieni ai Marinei, predând la Școala Superioară de Război din București și elaborând împreună cu cpt. cdor. Eugeniu Roșca lucrarea Avem nevoie de Marină Militară?
La data de 31 martie 1938 a fost înaintat la gradul de contraamiral și a fost numit în funcția de comandant al Diviziei de Dunăre. În perioada 17 octombrie 1940 - 27 ianuarie 1941, contraamiralul Gheorghe Em. Koslinski a îndeplinit funcția de subsecretar de stat la Ministerul Apărării Naționale pentru Marină, în guvernele conduse de mareșalul Ion Antonescu.
La 27 ianuarie 1941, părăsește cariera militară din motive de sănătate. Este desemnat drept comisar al Guvernului pe lângă Șantierele navale Galați (1943-1945). La data de 8 iunie 1945 este înaintat la gradul de viceamiral în rezervă, lucrând în continuare la Șantierele navale până în anul 1946, când este pensionat definitiv.

## Persecuția
După preluarea puterii de către comuniști, viceamiralul Koslinski a fost arestat la data de 18 mai 1946 în Sanatoriul Francez, de pe Șos. Jianu (Bd. Aviatorilor) de către o echipă condusă de comisarul Ștefan Bălăceanu din D.G.P. – Corpul Detectivilor. Este eliberat la scurtă vreme.
A fost considerat criminal de război, deoarece a făcut parte din guvernele conduse de mareșalul Ion Antonescu. Rearestat în anul 1948 de regimul comunist, a fost condamnat la doi ani închisoare. A murit la data de 30 aprilie 1950, în închisoarea Aiud.
După cum a povestit ulterior un general, care a fost coleg de închisoare cu amiralul Koslinski: "... bietul amiral Koslinski, un om blajin și de o sensibilitate aproape feminină, a murit de foame în 1949 în închisoarea din Aiud. Bietul Kossu, cum i se spunea, ajunsese, din cauza imposibilității de a mânca arpacașul ignobil ce ni se servea, într-un hal de slăbiciune groaznică. Cu mari eforturi sufletești, reușise să-și înfrâneze repulsiunea ce avea de a se prezenta în fața medicului și obținuse astfel săptămânal câte o linguriță de sirop tonic. Bietul Kossu slăbea din ce în ce mai mult și atunci camarazii lui de celulă, revoltați de starea în care ajunsese, au reușit să-l convingă să se ducă la viitoarea vizită medicală complet dezbrăcat, acoperit numai cu un macferlan.
Pentru mai multă siguranță, ca lucrurile să se desfășoare așa cum se plănuise, urma să fie însoțit de un camarad, căci altfel Kossu, cu delicatețea sa sufletească, ar fi renunțat să execute hotărârea ce se luase. Când, ajuns în fața medicului care, cu nasul în registru, îl întrebă ca de obicei ce are, Kossu, încurajat de camaradul său, nu a răspuns nimic, ci și-a dezbrăcat numai macferlanul, rămânând în fața medicului în pielea goală. Și când surprins că nu a primit nici un răspuns, medicul a ridicat ochii din registru și a văzut fantoma ce stătea în fața sa, s-a speriat de halul de slăbiciune în care se afla Kossu și s-a îndurat să-l bage în infirmerie. După zece zile, într-o seară, sărmanul meu camarad și prieten, un om cu un suflet de o distincțiune fără seamă, stând de vorbă cu camarazii săi, s-a lăsat încet pe o parte și a adormit pentru totdeauna pe un pat de scânduri în infirmeria închisorii de la Aiud." 

## Activitatea publicistică
Contraamiralul Gheorghe Em. Koslinski este autorul mai multor lucrări de tactică militară navală, dintre care menționăm:
- Chestiuni de submarine, în “Revista Marinei” nr. 2 / 1927